# La Mer de rochers
La Mer de rochers est la vingt-quatrième histoire de la série Natacha de François Walthéry et Peyo. Elle est publiée pour la première fois en 2004 sous forme d'album.

## Résumé
A l'occasion d'un festival de BD à Liège, Walter fait l'acquisition d'un exemplaire du roman Dix petits Blancs par Agathe Sacristie chez un bouquiniste rue Saint-Gilles.  Mais ce livre est également recherché par deux inquiétants personnages Gros Louis et Elio qui le suivent à la trace et arrivent à remonter jusqu'à Walter. Ils cambriolent son appartement puis le menace directement. Natacha qui a gardé le livre y découvre une disquette dont elle fait une copie. Les bandits récupèrent le livre puis essayent de faire disparaitre Walter et Natacha en trafiquant sa voiture pour faire croire à un accident...

## Personnages
- Natacha et Walter sont les personnages principaux de la série, Hôtesse et steward de la BARDAF. Ils sont au début de cette histoire chez eux à Liège. Natacha conduit une Fiat 850 Spider blanche.

- Le baron Calameretti. Il conduit une Ferrari F40

- Gros Louis et Elio: Bandits du gang du baron Calameretti. Ils conduisent une Rover 75

- Louis : Radio-amateur ami de Natacha

- Le bouquiniste de la librairie Astrid BD de la rue Saint-Gilles

- La police de Saint-Quay-Portrieux:
  - Le commissaire Fournier, caricature de Jean-Claude Fournier, conduit un Renault Scénic I de la police
  - Malo
  - Luc Durock
  - Toussaint Duboulot

- Guilhabert : Garde-chasse du baron Calameretti

- Chauffeur de taxi breton conduisant une Mercedes 350

- Françoise : Hôtesse collègue de Natacha et Walter

### Documentation
- Christelle et Bertrand Pissavy-Yvernault, « Introduction », dans Natacha t. 6, Dupuis, mai 2020 (ISBN 979-1-0347-4911-9), p. 5-45.